# تاراكلي
تاراكلي هي منطقة تاريخية تقع في شمال غرب تركيا في محافظة صقاريا.